# Casualty of Love
"Casualty of Love" er en sang fra den britiske sangerinde Jessie Js debutalbum Who You Are, der blev rygtet til at være tredje single fra albummet.
| Musik | Spire Denne musikartikel er en spire som bør udbygges. Du er velkommen til at hjælpe Wikipedia ved at udvide den. |